# گیتار کلاسیک
گیتار کلاسیک، سازی در ردهٔ سازهای زهی زخمه‌ای، که خود بخشی از خانوادهٔ سازهای زهی است، قرار می‌گیرد. گیتار کلاسیک همچون پیانو، به نوازنده امکان اجرای اثرهایی با بافت کنترپوانتیک با ملودی‌های پیچیده و همچنین اثرهایی با بافت هارمونیک با توانایی اجرای چندین نت در یک زمان را می‌دهد. به همین دلیل این ساز، به عنوان سازی تک نواز شناخته شده‌است. گیتار کلاسیک به شکل استاندارد دارای شش سیم (سه سیم نایلونی برای نت‌های زیر و سه سیم فنری برای نت‌های باس) می‌باشد.

## تاریخچه
گیتار کلاسیک دارای تاریخی کهن است که آغاز نامشخص و مبهمی دارد و در پیچ و تاب تاریخ گم شده‌است. اما آنچه که دانسته شده می‌باشد، این است که اجداد این آلت موسیقی در هزاره‌های اول و دوم قبل از میلاد در خاور نزدیک نواخته می‌شدند.
داستان‌هایی در مورد چگونگی هجرت اجداد گیتار از دربار هارون الرشید به سرزمین اندلس و شکوفایی آن در آنجا بارها بازگو شده‌است.
بسیاری بر این باورند که سرانجام، گیتار کلاسیک به شکل امروزی خود محصول تکامل یافتهٔ اروپا و به ویژه اسپانیا است.
اکثر گیتاریست‌های کلاسیک مطرح جهان اروپایی بوده‌اند. این واقعه تصادفی نیست. اروپا و به ویژه لندن به مثابه مهم‌ترین مقر دست اندر کاران گیتار بوده‌است. دیوید بدفورد و پیتر مکسول دیویس از جمله آهنگسازان انگلیسی بودند که این ساز را به انگلستان شناساندند و قطعات زیادی برای گیتار تصنیف کردند.

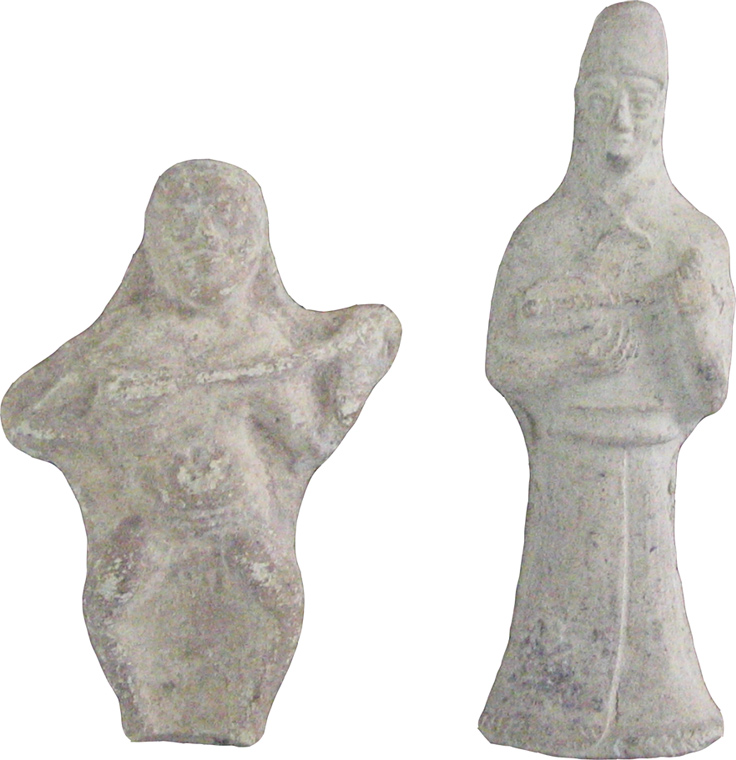
نوازندگان اجداد دور گیتار، هزاره دوم قبل از میلاد، شوش. واقع در موزه ایران باستان

## بخش‌های گیتار کلاسیک

ساختمان ساز

گیتار کلاسیک امروزی از ۶ تار و بدنه توخالی چوبی (تخته آوای سرو) ساخته می‌گردد. صفحه صدای این نوع گیتار معمولاً از چوب cedar یا spruce ساخته می‌شود که نوع cedar آن با صدای ظرف تر، گرم تری می‌باشد اما بلندی صدای کمتری دارد. چوب پشت و بغل‌های گیتار که باید با چوب نسبتاً سخت تری ساخته شود تا استحکام زیادی داشته باشد که عموماً از چوب rosewood یا چوب‌های دیگر که به استحکام بالایی داشته باشد استفاده می‌شود. صفحه انگشت گذاری نیز معمولاً از چوب ماهون یا rosewood استفاده می‌شود. بخش‌های بنیادی گیتار بدین شرح است:
1. headstock: سردسته
2. nut: خرک
3. Machine heads: گوشی
4. Frets: پرده
5. Neck: گردن
6. Heel: پاشنه
7. Body: بدنه
8. Bridge: پل
9. Bottom deck: عرشه پایین
10. Sound board: تخته آوا (بدنه)
11. Body sides: پهلوی بدنه
12. Sound hole, with rosette inlay: دایره خروج صدا و رزیت
13. Strings: تارها
14. Saddle or Bridge nut: زین
15. Fretboard: تخته پرده

## نوازندگان معروف

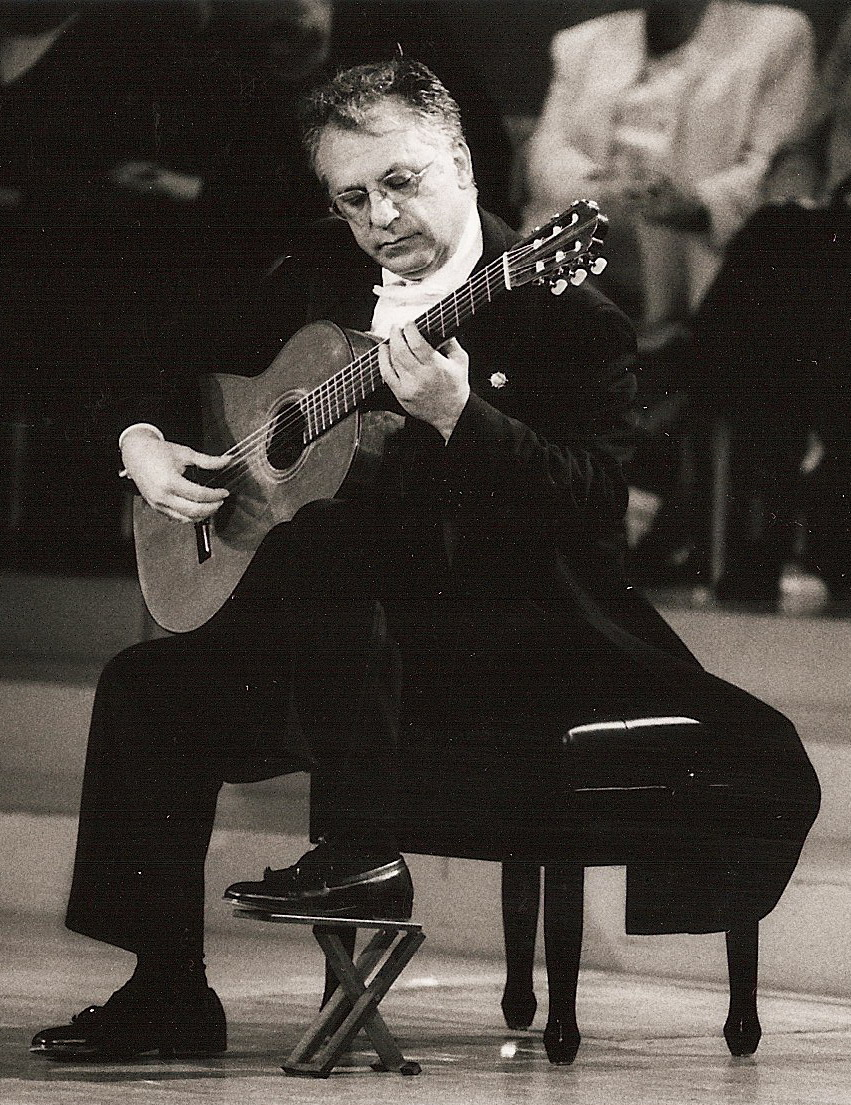

- دیوید راسل
- فرناندو سور
- فرانسیسکو تارگا
- فرانسیسکو کوربتا
- آندره سگویا
- سیمون آیوازیان
- لیلی افشار
- فرزاد دانشمند
- فردیناندو کارولی
- جولیان بریم
- ماتیو کارکاسی
- استاس تونه
- مانوئل باروئکو
- آنا ویدوویچ
- جان ویلیامز

## آموزش
نوازندگی گیتار کلاسیک امروزه در کشورهای غربی به شیوهٔ آکادمیک تا دورهٔ دکترا ارائه می‌شود.